# Шарурський район
Шарурський район (азерб. Şərur rayonu) — адміністративна одиниця у складі Нахічеванської Автономної Республіки Азербайджан. Адміністративний центр — місто Шарур.

## Розташування
Шарурський район накрайніша північно-східній частині Азербайджану, яка межує:
- на півдні — з Ісламською Республікою Іран (по річці Араз);
- на заході  — з Садаракським районом.
- на півночі  — з Вірменією (по гірських хребтах);
- на сході з Кенгерлінським районом.

## Історія
Статус району було отримано 8 серпня 1930 року. Тоді він називався Норашенський з центром в селі Баш-Норашен.
У 1964 році Норашен (вірм. Նորաշեն — Нове поселення) був перейменований в Іллічівськ, а район, відповідно, Іллічівський.
В часи вже незалежного Азербайджану, 28 лютого 1991 кавказький Іллічівськ був перейменований в Шарур, а район в Шарурський.
Археологічні розкопки, проведені поблизу сіл Вермязіяр, Арбатан та інших підтвердили припущення про існування тут стародавніх поселень бронзової доби, тому й історія цих земель давня і багата різними історичними подіями.
Через постійне військове напруження між Азербайджаном і Вірменією — на території району постійно перебувають військові частини Збройних сил Азербайджану.

## Географія
Шарурський район лежить біля підніжжя гір Малого Кавказу та в низовині довкола річок Араз та Арпачай, тому рельєф району, наполовину вважається низинним.
З заходу і півночі район підпирають гірські хребти Уджубіз, Агдакан, Велідаг и Текгар. З заходу дві гори: Дахна (Dähnä Dağı) 1154 метри над рівнем моря і Валідаг (Välidağ) 1242 метри над рівнем моря. А з північного заходу Тезкгар (Gora Tezhgar) 1438 метрів, Багарсук (Gora Bagarsuk) 1958 метрів, Шал-Даг (Gora Shal-Dag) 2391 метр. З півночі і північного сходу займає Даралаязська гірська система з вершинами: Долонал (Gora Dolonal) 1726 метрів, Мйункх-Бала-Огли (Gora Myunkh-Bala-Ogly) 1560 метрів, Ардидж Даги (Ardıc Dağı) 2034 метрів, Гнісхік (Gora Gnishik Lerrnagagat) 2371 метр, Кецхалтапа (Gora Kechaltapa) 2744 метрів, а найвища точка в районі — гора Гялінкая (Gora Gyalinkaya) 2775 метрів.
Дві головні водойми району — річки Аракс та Арпа, водами яких живляться більшість земель району. В районі протікає ще кілька малих річок, які підживлюються талими та дощовими водами струмків, що витікають із гір. В районі знаходиться Арпачайське водосховище.
Клімат в Шарурському районі сухий, континентальний, з ознаками напівпустельного. Літо буває сухе й спекотне, а зима холодна й суха. Середня температура січня від +3 С до +6 С, липня — від +20 С до +26 С. За рік випадає 200—400 мм опадів (дощі, а у високогір'ї — сніг).
Район має багату флору і фауну. Рослинність, в основному, представлена напівпустельними видами. В Шарурському районі можна зустріти: гірського козла, муфлона, вовка, лисицю, зайця, кабана та численні види польових гризунів, а птахів — куріпки, фазан та інші перелітні птахи.

## Населення
Все населення району — азербайджанці. Після конфлікту вірменами, сюди переселилися біженці-азербайджанці з сусідньої країни. Значна частина мешканців району подалася (хто на постійно, а хто по-сезонно) на заробітки до Туреччини чи до Баку. Адміністративний центр району місто Шарур, в якому знаходяться всі адміністративні установи району.
За даними 2007 року в районі проживало 97 900 мешканців, в 65 населених пунктах:
| #  | Населені пункти                    | Кількість жителів (2007) |
| -- | ---------------------------------- | ------------------------ |
| 1  | Шарур (Şərur)                      | 6700                     |
| 2  | Демерчі (Dəmirçi)                  | 4980                     |
| 3  | Дюденге (Düdəngə)                  | 3927                     |
| 4  | Махмудкенд(Mahmudkənd)             | 3878                     |
| 5  | Енгідже (Yengicə)                  | 3791                     |
| 6  | Пусьян (Püsyan)                    | 3679                     |
| 7  | Черчибоган (Çərçiboğan)            | 3200                     |
| 8  | Чомахтур (Çomaxtur)                | 3050                     |
| 9  | Огланкала (Oğlanqala)              | 2897                     |
| 10 | Даньєри (Danyeri)                  | 2814                     |
| 11 | Зейве (Zeyvə)                      | 2485                     |
| 12 | Махта (Maxta)                      | 2425                     |
| 13 | Алішар (Alışar)                    | 2077                     |
| 14 | Шахрияр (Şəhriyar)                 | 2056                     |
| 15 | Ханліклар (Xanlıqlar)              | 2049                     |
| 16 | Кархун (Qarxun)                    | 1893                     |
| 17 | Кишлакаббас (Qışlaqabbas)          | 1785                     |
| 18 | Діза (Dizə)                        | 1758                     |
| 19 | Керімбейли (Kərimbəyli)            | 1697                     |
| 20 | Джелілкенд (Cəlilkənd)             | 1662                     |
| 21 | Сіякут (Siyaqut)                   | 1548                     |
| 22 | Юхари Дашарх (Yuxarı Daşarx)       | 1459                     |
| 23 | Ашаги Яйси (Aşağı Yaysı)           | 1453                     |
| 24 | Ахура (Axura)                      | 1448                     |
| 25 | Ібадулла (İbadulla)                | 1337                     |
| 26 | Хеледж (Xələc)                     | 1260                     |
| 27 | Алаклі (Əlikli)                    | 1253                     |
| 28 | Вермезіяр (Vərməziyar)             | 1237                     |
| 29 | Косаджан (Kosacan)                 | 1226                     |
| 30 | Дерекенд (Dərəkənd)                | 1184                     |
| 31 | Муганли (Muğanlı)                  | 1079                     |
| 32 | Юхарі Аралик (Yuxarı Aralıq)       | 1049                     |
| 33 | Меммедсабір (Məmmədsabir)          | 955                      |
| 34 | Ашаги Аралик (Aşağı Aralıq)        | 931                      |
| 35 | Вайхір (Vayxır)                    | 914                      |
| 36 | Юхарі Яйджи (Yuxarı Yaycı)         | 906                      |
| 37 | Чеменлі (Çəmənli)                  | 875                      |
| 38 | Ахамед (Axaməd)                    | 873                      |
| 39 | Ереб'єнгідже (Ərəbyengicə)         | 872                      |
| 40 | Кюркенд (Kürkənd)                  | 858                      |
| 41 | Кюрчюлю (Kürçülü)                  | 812                      |
| 42 | Тананам (Tənənəm)                  | 746                      |
| 43 | Муданджик Мюслюм (Mudancıq Müslüm) | 728                      |
| 44 | Карахесенлі (Qarahəsənli)          | 722                      |
| 45 | Гемзелі (Həmzəli)                  | 717                      |
| 46 | Арбатан (Arbatan)i                 | 715                      |
| 47 | Огузкенд (Oğuzkənd)                | 706                      |
| 48 | Корчулу (Qorçulu)                  | 689                      |
| 49 | Ашаги Дашарх (Aşağı Daşarx)        | 371                      |
| 50 | Муганцик Меграб (Muğancıq Mehrab)  | 607                      |
| 51 | Тумасли (Tumaslı)                  | 585                      |
| 52 | Дервішлер (Dərvişlər)              | 552                      |
| 53 | Шахбулак (Şahbulaq)                | 551                      |
| 54 | Сарханли (Sərxanlı)                | 514                      |
| 55 | Арпачай (Arpaçay)                  | 506                      |
| 56 | Гюмюшлю (Gümüşlü)                  | 472                      |
| 57 | Карабурк (Qaraburc)                | 444                      |
| 58 | Станція Дашарх (Stansiya Daşarx)   | 407                      |
| 59 | Хатаі (Xətai)                      | 361                      |
| 60 | Діядин (Diyadin)                   | 332                      |
| 61 | Тезекенд (Təzəkənd)                | 254                      |
| 62 | Єні Гавуш (Yeni Havuş)             | 244                      |
| 63 | Гавуш (Havuş)                      | 113                      |
| 64 | Бабекі (Babəki)                    | 110                      |
| 65 | Разом                              | 93778                    |

## Економіка
Основу економіки району становить сільське господарство, а саме: рослинництво, скотарство, виноградарство та виноробство.
В районі працює: 60 загальноосвітніх шкіл, 1 професійний ліцей, 6 позашкільних та 2 дошкільних виховних закладів, 60 бібліотек, 67 клубних закладів, 1 музей, Арпачайський історико-культурний заповідник, 6 дитячих музичних училищ, кінотеатр «Бахар», центральна лікарня та 8 дільничних лікарень, 20 лікарських амбулаторій, 9 фельдшерсько-акушерських пунктів, 27 фельдшерських пунктів, гігієно-епідеміологічний центр та інші організації.
Через район проходить автомагістраль M-7 Highway яка з'єднує Азербайджан, Іран із Туреччиною. А також територією району прокладена залізнична колія, яка сполучала Нахічевань із Єреваном (після війни — вона не діюча, і зрідка використовується для військових потреб)..

## Історичні пам'ятники
На території району є чимало археологічних пам'яток. У 1987—1990 роках в печері Ґазма були знайдені артефакти, які відносяться до епохи Мустьє: кам'яні і обсидіанові знаряддя праці первісної людини.
Стародавні поселення епохи бронзи розташовувалися по берегах річок Араз і Арпачай. Тут, в селищі Шахтахти, виявлені зразки розписного посуду, зроблені з великою майстерністю.
Розкопки-дослідження, поблизу сіл Вермязіяр, Арбатан, Гарагасанлі, Бабека, Косаджан підтвердили існування тут стародавніх поселень: Кюлюкляр, Кехня Арбатан, Кехнякянд, Кюлтяпя, Кюлюк. Тут були знайдені предмети домашнього начиння, фрагменти глиняного та емальованого посуду з різьбленими візерунками і розписом: горщики, вази, глечики та інші предмети.
З архітектурних пам'яток збереглися середньовічний міст на річці Арпачай, мавзолей Гарабаглар (XII—XIII століть), Гоша-мінарет (XIV в), мавзолей Гуті-хатун, середньовічні мечеті, святилища, караван-сарай.

## Відомі жителі
- Бабаєв Абульфаз Ісмаїл-огли
- Ісмайлов Таги Махмуд-огли
- Еждер Ісмаїлов — азербайджанський вчений, громадський діяч